# Ширханян, Ваган Жораевич
{нет источников|дата=2012-01-21}}
Вага́н Григорьевич Ширханя́н (арм. Վահան Գրիգորիի Շիրխանյան, 15 июля 1947 г., село Цхалтбила Ахалцихе) — армянский политический и государственный деятель.
- 1976 — окончил Ашхабадский государственный университет. Географ-экономист.
- 1965—1974 — работал в государственных органах Туркменистана.
- 1975—1980 — работал инженером, затем старшим инженером в Аштаракском филиале Ереванского института физических исследований.
- 1980—1983 — был заведующим отделом института радиофизики и электроники.
- 1985—1990 — начальник 10-го отдела по борьбе с организованной преступностью МВД при правительстве Армении.
- 1990—1995 — был депутатом верховного совета. Член постоянной комиссии по обороне, национальной безопасности и внутренним делам. Член «АОД».
- 1995—1999 — первый заместитель министра обороны Армении, вице-премьер.
- 1999—2000 — министр-координатор производственных инфраструктур Армении.

Скончался 4 июня 2025 года